# Loss-of-coolant accident
Een Loss-of-coolant accident of LOCA is een referentie-ongeval bij een kerncentrale die tot schade aan de reactorkern kan leiden. Bij een LOCA valt (een deel van) het koelingssysteem uit door verlies van primair koelwater. Dit kan onrechtstreeks het gevolg zijn bij verlies van het extern net (LOOP, Loss of Offsite Power), zoals gebeurde in Fukushima. Andere risico's met inwendige oorzaak zijn een SGPB of Stoomgeneratorpijpbreuk (breuk van een buisje in een stoomgenerator) of een SLB of Stoomleidingsbreuk (breuk van een stoomleiding van het secundaire circuit).
Elke kerncentrale bezit noodsystemen om de koeling van de kern te verzekeren, onder andere het 'Emergency Core Cooling System' (ECCS).

## Ontstaan
Kernreactoren ontwikkelen interne warmte. Om deze warmte af te voeren en om te zetten in bruikbare mechanische en elektrische energie wordt een koelsysteem gebruikt. Bij problemen met de koeling wordt een noodstop uitgevoerd en daalt het vermogen van de reactor sterk, maar het valt niet volledig weg. Door het radioactieve verval blijft de kern een aanzienlijke hoeveelheid warmte produceren: bij een kerncentrale van 1000 MW nominaal vermogen wordt na de noodstop nog 50 tot 60 MW warmte geproduceerd. Wanneer de koeling en noodkoeling onvoldoende werken kan dit leiden tot een verhoging van de temperatuur van de kern totdat schade aan de kernreactor ontstaat en mogelijk een kernsmelting.

## Voorkomen
Bij drukwaterreactors vervult water de rol van koelmiddel. Bij gebrekkige koeling zal de druk van het water stijgen tot het begint te koken. Om te vermijden dat er schade aan de primaire kring optreedt, zijn er overdrukventielen en reservevoorraden koelwater beschikbaar. Wanneer, zoals in de kernramp van Fukushima, alle koeling wegvalt, dan zijn er drie fases van een LOCA. Eerst begint het water rond de reactorkern op te warmen en te verdampen. Nadat het water verdampt is, beginnen de brandstofelementen te smelten. Hierbij ontstaat een superhete vloeibare mix. Deze bestaat grotendeels uit zware elementen en zakt daardoor naar de bodem. De laatste verdedigingslinie is de betonvloer van het containment.